# 2022 en Océanie
Chronologie de l’Océanie
- 2018
- 2019
- 2020
- 2021
- 2022
- 2023
- 2024
- 2025
- 2026

Cet article concerne les événements thématiques qui se produisent durant l'année 2022 en Océanie.

## Politique

### Élections
- 21 mai : élections législatives en Australie. Alternance : Après neuf ans de gouvernement de droite, le Parti travailliste (centre-gauche progressiste et social-libéral) remporte une très courte majorité absolue des sièges à la Chambre des représentants. Anthony Albanese (travailliste) devient Premier ministre, mais doit composer avec un Sénat sans majorité où le gouvernement aura notamment besoin du soutien des Verts (gauche écologiste).
- 4 au 22 juillet : élections législatives en Papouasie-Nouvelle-Guinée. Le Pangu Pati (centre-gauche) obtient environ un tiers des sièges, loin devant tout autre parti. James Marape (Pangu Pati) demeure Premier ministre, à la tête d'une très large coalition.
- 1er août : élections législatives aux Îles Cook. Le Parti des îles Cook (centre-gauche) obtient la majorité relative des sièges. Mark Brown (PIC) demeure Premier ministre, grâce à l'appui de deux députées indépendantes.
- 24 septembre : élections législatives à Nauru. La majorité sortante est confortée, mais le président de la République sortant, Lionel Aingimea, se retire au profit de Russ Kun, alors élu président de la République par les députés.
- 13 octobre : élections législatives anticipées au Vanuatu. Alternance. Ishmael Kalsakau, le chef de l'Union des partis modérés et issu de l'opposition sortante, est élu Premier ministre par les députés, à la tête d'un gouvernement de coalition.
- 8 novembre : Élection du gouverneur de Guam en 2022 (en) à Guam. Lou Leon Guerrero, du Parti démocrate, est réélue.
- 8 et 25 novembre : Élection du gouverneur des Îles Mariannes du Nord en 2022 (en) aux îles Mariannes du Nord. Le candidat indépendant Arnold Palacios l'emporte au second tour face au gouverneur républicain sortant Ralph Torres.
- 14 décembre : élections législatives aux Fidji. Les trois partis de l'opposition sortante s'accordent pour former un gouvernement de coalition majoritaire ; Sitiveni Rabuka devient Premier ministre, mettant fin à près de seize ans du gouvernement de Frank Bainimarama.

### Événements

#### Politique intérieure
- 20 janvier : La Papouasie-Nouvelle-Guinée abolit la peine de mort, jamais appliquée depuis l'indépendance du pays en 1975. Le ministre de la Justice Bryan Kramer explique que le pays n'a pas les moyens de l'appliquer humainement, et le Premier ministre James Marape souligne que le peine de mort n'a pas un effet dissuasif efficace, et est contraire aux principes chrétiens du pays. Les quarante condamnés dans le couloir de la mort voient leur peine commuée en emprisonnement à perpétuité[1],[2].
- juin : Le Premier ministre des Salomon, Manasseh Sogavare, accuse la Solomon Islands Broadcasting Corporation (la société nationale publique de radiodiffusion) de trop donner la parole à des personnalités de l'opposition parlementaire, et abroge, sans consultations, le statut d'entreprise publique de la SIBC. Il place ainsi la SIBC sous le contrôle direct du gouvernement, tout en promettant de respecter son indépendance éditoriale et de ne pas exercer de censure[3]. Le comité de direction de la SIBC est toutefois désormais nommé par le Premier ministre, et dès la fin juillet, le gouvernement censure la SIBC en lui ordonnant de ne pas diffuser de « points de vue critiquant le gouvernement »[3]. Les contenus des programmes doivent désormais être soumis au gouvernement pour approbation. La Fédération internationale des journalistes et le chef de l'opposition, Matthew Wale, condamnent cette prise de contrôle de la SIBC par le gouvernement[3],[4],[5],[6].
- 6 septembre : Après avoir suspendu la Cour suprême, le gouvernement gilbertin du président Taneti Maamau suspend tous les juges de la Cour d'Appel, les accusant sans précision de malfaisance. L'opposition condamne cette décision, soulignant qu'il n'y a désormais plus de pouvoir judiciaire pouvant contraindre le gouvernement à respecter la Constitution et le droit[7]. Le 28 octobre, le président de la République nomme la procureure générale Tetiro Semilota (qui a le rang de ministre) présidente par intérim de la Haute Cour, aggravant les inquiétudes quant à la séparation des pouvoirs dans le pays[8].
- 13 décembre : Le Parlement de Nouvelle-Zélande adopte une loi interdisant à vie l'achat de tabac par toute personne née après 2008[9].

#### Diplomatie et relations internationales
- février : En réponse à l'invasion de l'Ukraine par la Russie, 
  - les  États fédérés de Micronésie sont le premier pays à rompre formellement leurs relations diplomatiques avec la Russie. Le président David Panuelo indique que son pays condamne « avec la plus grande force ces actes choquants de tyrannie » de la part de la Russie « qui causent une instabilité globale et la perte de vies et de libertés au peuple ukrainien »[10].
  - l' Australie contribue à une aide humanitaire à l'Ukraine et aux réfugiés ukrainiens, et contribue financièrement à l'armement de l'Ukraine par les pays de l'OTAN[11].
  - les  Fidji[12], les  Îles Marshall[13], la  Nouvelle-Zélande[14] et les  Palaos[13] condamnent l'invasion et les actions de la Russie, tandis que le gouvernement des  Samoa exprime « sa grande inquiétude » face à la décision de la Russie d'envahir l'Ukraine et de violer la souveraineté de celle-ci, appelant la Russie à respecter la Charte des Nations unies[13]. Neuf des quatorze États souverains d'Océanie membres des Nations unies signent le projet de résolution S/2022/155 du Conseil de sécurité des Nations unies condamnant les opérations militaires russes en Ukraine : Australie, Fidji, Kiribati, Îles Marshall, Micronésie, Nouvelle-Zélande, Palaos, Papouasie-Nouvelle-Guinée, et Samoa[15],[16]. (Les cinq États océaniens qui ne se prononcent pas sont Nauru, les Îles Salomon, les Tonga, les Tuvalu et le Vanuatu.) Le 2 mars, les quatorze États océaniens votent tous en faveur de la résolution A/ES-11/L.1 de l'Assemblée générale des Nations unies qui « déplore dans les termes les plus énergiques l’agression commise par la fédération de Russie contre l’Ukraine »[17],[18].
- 2 avril : L'Australie et l'Inde signent un accord de libre échange partiel, qui entre en vigueur le 29 décembre et qui doit être suivi d'un accord plus complet en 2023[19].
- 7 avril : Tous les pays océaniens votent la suspension de la Russie du Conseil des droits de l'homme des Nations unies par la Résolution ES-11/3 de l'Assemblée générale des Nations unies lors de la onzième session extraordinaire d'urgence de l'Assemblée générale des Nations unies, à l'exception des Îles Salomon (absentes) et du Vanuatu (qui s'abstient)[20].
- 19 avril : Le gouvernement salomonais du Premier ministre Manasseh Sogavare signe un accord de coopération en matière de sécurité avec la république populaire de Chine, malgré les inquiétudes exprimées par les partis d'opposition ainsi que par l'Australie et les États-Unis. Le texte de l'accord n'est pas rendu public, mais le gouvernement chinois indique que la Chine aidera les Salomon en matière de maintien de l'ordre, de sécurité nationale et de réponses aux catastrophes naturelles[21].
- 23 mai : Les États-Unis lancent l'accord Cadre économique indo-pacifique avec l'Australie, la Nouvelle-Zélande et dix États asiatiques. L'initiative vise à harmoniser les règles du commerce international dans la région, et exclut la Chine, se voulant une alternative au Partenariat économique régional global sino-centré[22]. Le 27 mai, les Fidji deviennent le 14e État membre de ce cadre, et le premier petit État insulaire océanien à le rejoindre, quelques jours avant la visite aux Fidji du ministre des Affaires étrangères chinois Wang Yi[23].
- 26 mai au 4 juin : Le ministre des Affaires étrangères chinois Wang Yi visite plusieurs petits États insulaires d'Océanie, et participe à un sommet Chine-Pacifique avec les dirigeants de dix de ces pays aux Fidji. Il échoue à faire adopter une proposition chinoise d'accord multilatéral commercial et de formation de personnels océaniens de sécurité par la Chine, les gouvernements samoan et niuéen notamment ayant exprimé leurs réticences. Durant cette tournée, toutefois, la Chine signe de nouveaux accords bilatéraux d'aide au développement avec les Îles Salomon, les Kiribati, les Samoa, les Fidji, les Tonga et le Vanuatu, et aboutit à des accords de principe (sans signature) avec les Îles Cook et Niué[24].
- 7 juin : Les États micronésiens retirent leur menace de quitter le Forum des Îles du Pacifique, ayant obtenu notamment une institutionnalisation de la rotation du poste de secrétaire-général entre la Micronésie, la Mélanésie et la Polynésie, et la garantie que le poste revienne à un candidat micronésien en 2024[25]. Le 9 juillet, toutefois, le président gilbertin Taneti Maamau annonce que les Kiribati n'ont pas signé cet accord et que son pays se retire immédiatement du Forum[26]. La cheffe de l'opposition gilbertine, Tessie Lambourne, ancienne haute fonctionnaire au service diplomatique, dénonce cette décision et y voit le résultat de pressions de la part de la Chine pour isoler les Kiribati vis-à-vis des partenaires océaniens traditionnels du pays[27].
- 30 juin : La Nouvelle-Zélande et l'Union européenne signent un accord de libre échange commercial[28].
- 28 et 29 septembre : Le président des États-Unis Joe Biden accueille le premier sommet entre les dirigeants des petits États insulaires du Pacifique et des États-Unis, à Washington. Y participent onze des douze États souverains des îles du Pacifique (seuls les Kiribati du président Taneti Maamau ne répondant pas à l'invitation), ainsi que les Îles Cook et Niué (de facto souverains) et la Polynésie française et la Nouvelle-Calédonie. Le sommet se conclut par une déclaration commune de partenariat, engageant les États-Unis à travailler de concert avec les États insulaires du Pacifique « face à la crise climatique qui s'aggrave et à un environnement géopolitique de plus en plus complexe »[29],[30],[31].
- 12 octobre : Tous les États océaniens votent pour la résolution ES-11/4 de l'Assemblée générale des Nations unies déclarant illégaux les référendums d'annexion par la Russie de régions d'Ukraine occupées par la Russie, condamnant à nouveau l'invasion de l'Ukraine par la Russie et réaffirmant le droit de l'Ukraine à sa souveraineté et à son intégrité territoriale[32].

### Gouvernements
- Australie

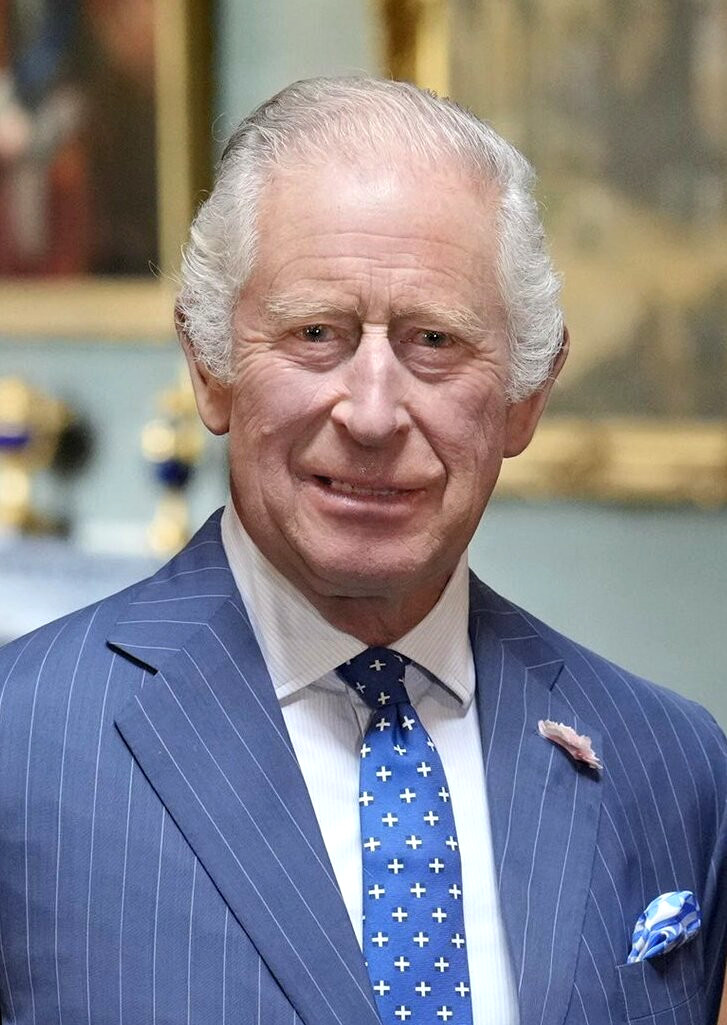
Charles III devient le roi de cinq États souverains océaniens en septembre.

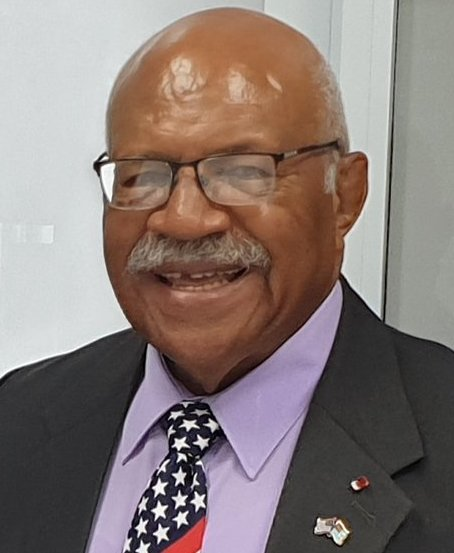
Sitiveni Rabuka devient le Premier ministre des Fidji en décembre, après seize ans de pouvoir de Frank Bainimarama.

  - reine : Élisabeth II d'Australie (jusqu'au 8 septembre, puis) Charles III
  - gouverneur-général : David Hurley
  - premier ministre : Scott Morrison (jusqu'au 23 mai, puis) Anthony Albanese
- Îles Cook
  - reine : Élisabeth II de Nouvelle-Zélande (jusqu'au 8 septembre, puis) Charles III
  - représentant de la reine : Tom Marsters
  - premier ministre : Mark Brown
- États fédérés de Micronésie
  - président : David Panuelo
- Fidji
  - président : Ratu Wiliame Katonivere
  - premier ministre : Frank Bainimarama (jusqu'au 24 décembre, puis) Sitiveni Rabuka
- Kiribati
  - président : Taneti Maamau
- Îles Marshall
  - président : David Kabua
- Nauru
  - président : Lionel Aingimea (jusqu'au 28 septembre, puis) Russ Kun
- Niué
  - reine : Élisabeth II de Nouvelle-Zélande (jusqu'au 8 septembre, puis) Charles III
  - premier ministre : Dalton Tagelagi
- Nouvelle-Zélande
  - reine : Élisabeth II de Nouvelle-Zélande (jusqu'au 8 septembre, puis) Charles III
  - gouverneur général : Dame Cindy Kiro
  - premier ministre : Jacinda Ardern
- Palaos
  - président : Surangel Whipps Jr.
- Papouasie-Nouvelle-Guinée
  - reine : Élisabeth II de Papouasie-Nouvelle-Guinée (jusqu'au 8 septembre, puis) Charles III
  - gouverneur général : Sir Bob Dadae
  - premier ministre : James Marape
- Îles Salomon
  - reine : Élisabeth II des Îles Salomon (jusqu'au 8 septembre, puis) Charles III
  - gouverneur général : Sir David Vunagi
  - premier ministre : Manasseh Sogavare
- Samoa
  - o le Ao o le Malo : Tuimaleali'ifano Va'aletoa Sualauvi II
  - premier ministre : Fiame Naomi Mata'afa
- Tonga
  - roi : Tupou VI
  - premier ministre : Siaosi Sovaleni
- Tuvalu
  - reine : Élisabeth II des Tuvalu (jusqu'au 8 septembre, puis) Charles III
  - gouverneur général : Tofiga Falani
  - premier ministre : Kausea Natano
- Vanuatu
  - président : Tallis Obed Moses (jusqu'au 6 juillet, puis) Nikenike Vurobaravu (à partir du 23 juillet)
  - premier ministre : Bob Loughman (jusqu'au 4 novembre, puis) Ishmael Kalsakau

## Environnement

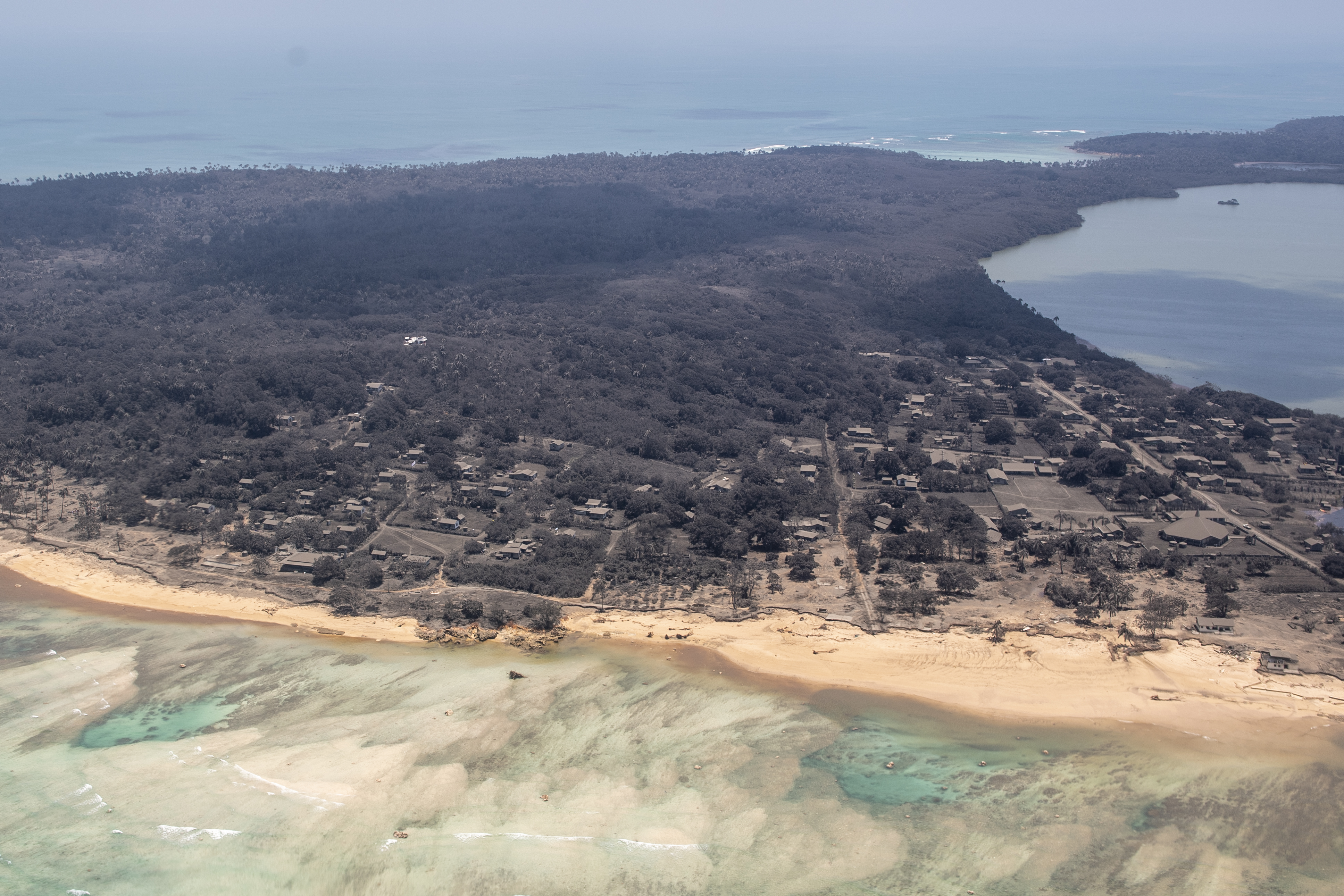
L'une des îles des Tonga recouverte de cendres, le 18 janvier.

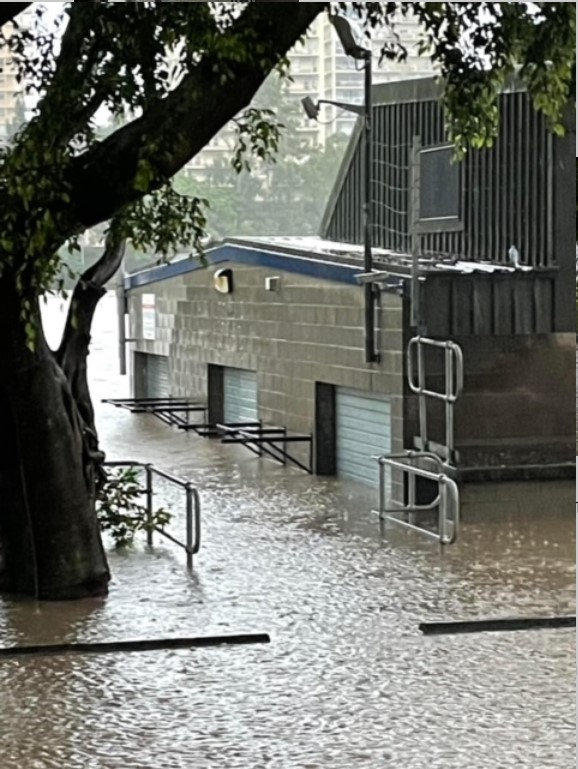
Inondations à Brisbane, en Australie, en février.

- 15 janvier : très forte éruption du volcan Hunga Tonga aux Tonga, « une des plus puissantes dans le monde depuis des décennies » avec « un énorme champignon de fumée de 30 km de hauteur », provoquant un tsunami et des vagues d'1,2 m atteignant Nukuʻalofa. Les îles Tonga sont couvertes de cendres, et l'éruption coupe les lignes de télécommunications du pays[33],[34]. Sur d'autres îles de l'archipel, les vagues atteignent 15 m de haut et détruisent toutes les habitations[34]. Trois personnes y sont tuées, et de nombreuses maisons sont détruites[35]. L'Australie et la Nouvelle-Zélande envoient par avion, par navire et par hélicoptère de l'aide humanitaire, dont de l'eau fraiche, des purificateurs d'eau, des abris et des générateurs ; la Chine et le Japon envoient ensuite également chacun de l'aide[34],[36]. Les Tonga étant l'un des derniers pays au monde à ne pas être atteint par la pandémie de Covid-19, l'aide humanitaire est déployée « sans contact » avec la population, pour ne pas introduire accidentellement le virus dans le pays[37].
- 27 février : début d'inondations de grande ampleur dues à des pluies torrentielles dans l'est du Queensland et le nord-est de la Nouvelle-Galles du Sud, privant 28 000 foyers d'électricité et tuant sept personnes[38].
- 8 mars : En Australie, le Premier ministre Scott Morrison déclare l'état d'urgence nationale en réponse aux inondations en cours qui ont fait plus de vingt morts[39].
- 3 juillet : D'importantes inondations provoquent l'évacuation de milliers de personnes dans les banlieues sud-ouest de Sydney[40].
- 29 août : Le vraquier OS35 (en), battant pavillon de complaisance des Tuvalu, transportant des poutres d'acier et 250 tonnes de carburant diesel, échoue à proximité de Gibraltar, déversant du carburant en mer[41].
- 13 octobre : début de nouvelles inondations de grande ampleur (en) en Australie, frappant le Victoria, la Tasmanie et la Nouvelle-Galles du Sud[42].

## Sport
- 4 au 20 février : Des nations océaniennes participent aux Jeux olympiques d'hiver de 2022 à Pékin. Articles détaillés :

- Australie
- Nouvelle-Zélande
- Samoa américaines

| Rang | Nation           | Or | Argent | Bronze | Total |
| ---- | ---------------- | -- | ------ | ------ | ----- |
| 17   | Nouvelle-Zélande | 2  | 1      | 0      | 3     |
| 18   | Australie        | 1  | 2      | 1      | 4     |

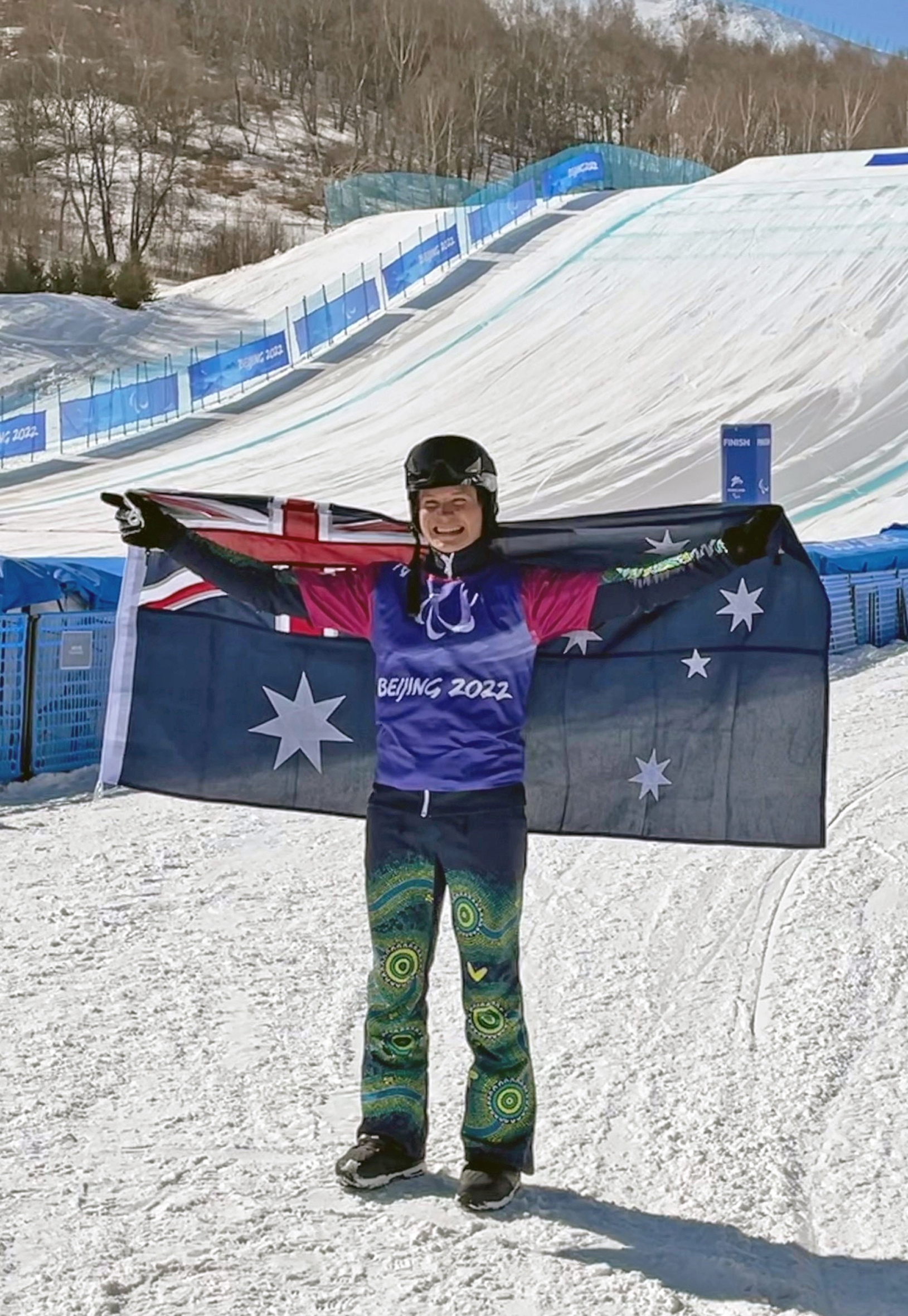
Ben Tudhope, médaillé de bronze pour l'Australie au cross snowboard aux Jeux paralympiques de 2022.

- 4 au 13 mars : Des nations océaniennes participent aux Jeux paralympiques d'hiver de 2022 à Pékin. Articles détaillés :

- Australie
- Nouvelle-Zélande

| Rang | Nation           | Or | Argent | Bronze | Total |
| ---- | ---------------- | -- | ------ | ------ | ----- |
| 15   | Nouvelle-Zélande | 1  | 1      | 2      | 4     |
| 17   | Australie        | 0  | 0      | 1      | 1     |

- 14 au 30 mars : L'équipe de Nouvelle-Zélande de football remporte les éliminatoires de la zone Océanie de la Coupe du monde de football 2022, battant les Îles Salomon 5-0 en finale à Doha. Elle échoue toutefois face au Costa Rica (0-1) en barrage intercontinental le 15 juin, et il n'y a donc aucune nation de la Confédération du football d'Océanie en phase finale de la Coupe du monde de football 2022. L'Australie, toutefois, termine 5e des éliminatoires de la zone Asie, puis bat le Pérou (0-0, 5-4 t.à.b.) en match de barrage intercontinental le 13 juin, et se qualifie ainsi pour les phases finales de la Coupe du monde.

- 17 au 25 juin : Mini-Jeux du Pacifique de 2022 à Saipan, aux îles Mariannes du Nord. La Papouasie-Nouvelle-Guinée est première au tableau des médailles avec quatre-vingt médailles dont trente-trois en or, tandis que Nauru se retire des Jeux juste avant leur ouverture en raison de la pandémie de Covid-19 à Nauru[43].

- 13 au 30 juillet : Coupe d'Océanie féminine de football 2022, aux Fidji. La Papouasie-Nouvelle-Guinée bat le pays hôte 2-1 en finale[44].

- 28 juillet au 8 août : La plupart des nations océaniennes participent aux Jeux du Commonwealth de 2022 à Birmingham. Elles y remportent les médailles suivantes, et le boxeur Duken Tutakitoa-Williams obtient la première médaille de l'histoire pour Niué aux Jeux du Commonwealth[45],[46]. Le Premier ministre de Niué, Dalton Tagelagi, y participe par ailleurs aux épreuves de boulingrin avec son fils Tukala qui, à l'âge de 14 ans, est le plus jeune athlète à ces Jeux[47].

- 28 août : L'Australie remporte pour la première fois la compétition World Rugby Sevens Series (tournoi masculin)[48].

- 26 octobre : Seize joueurs de l'équipe d'Australie de football, qualifiée pour la Coupe du monde de football 2022 à Doha au Qatar, publient une vidéo dénonçant l'asservissement et la mort de nombreux ouvriers des chantiers de la compétition, et relaient l'appel de la Confédération syndicale internationale pour des réformes au droit du travail au Qatar. Ils critiquent également la répression des personnes LGBT dans le pays[49].

- 12 novembre : L'équipe de la Nouvelle-Zélande, pays hôte, remporte la Coupe du monde féminine de rugby à XV, battant l'équipe d'Angleterre 34-31 en finale. L'Australie (éliminée en quarts de finale par l'Angleterre) et les Fidji (éliminées en poules) sont les deux autres équipes océaniennes à cette compétition[50].

- 15 octobre au 19 novembre : Sept équipes océaniennes participent à la Coupe du monde de rugby à XIII (masculine), en Angleterre. En demi-finales, l'équipe d'Australie bat la Nouvelle-Zélande 16-14, tandis que les Samoa battent l'équipe du pays hôte 27-26. Championne du monde en titre et n'ayant perdu aucun match depuis 2008, l'Australie s'impose en finale 30-10 face aux Samoans[51].

- 20 novembre au 3 décembre : L'équipe d'Australie de football est la seule d'un pays océanien à participer aux phases finales de la Coupe du monde de football 2022 à Doha (même si l'Australie relève depuis 2006 de la Confédération asiatique de football et non plus de la Confédération du football d'Océanie). Après une défaite face à la France mais deux victoires face à la Tunisie et au Danemark en phase de poules, l'Australie est éliminée 1-2 en huitièmes de finale par l'Argentine, future championne de cette compétition.

## Décès

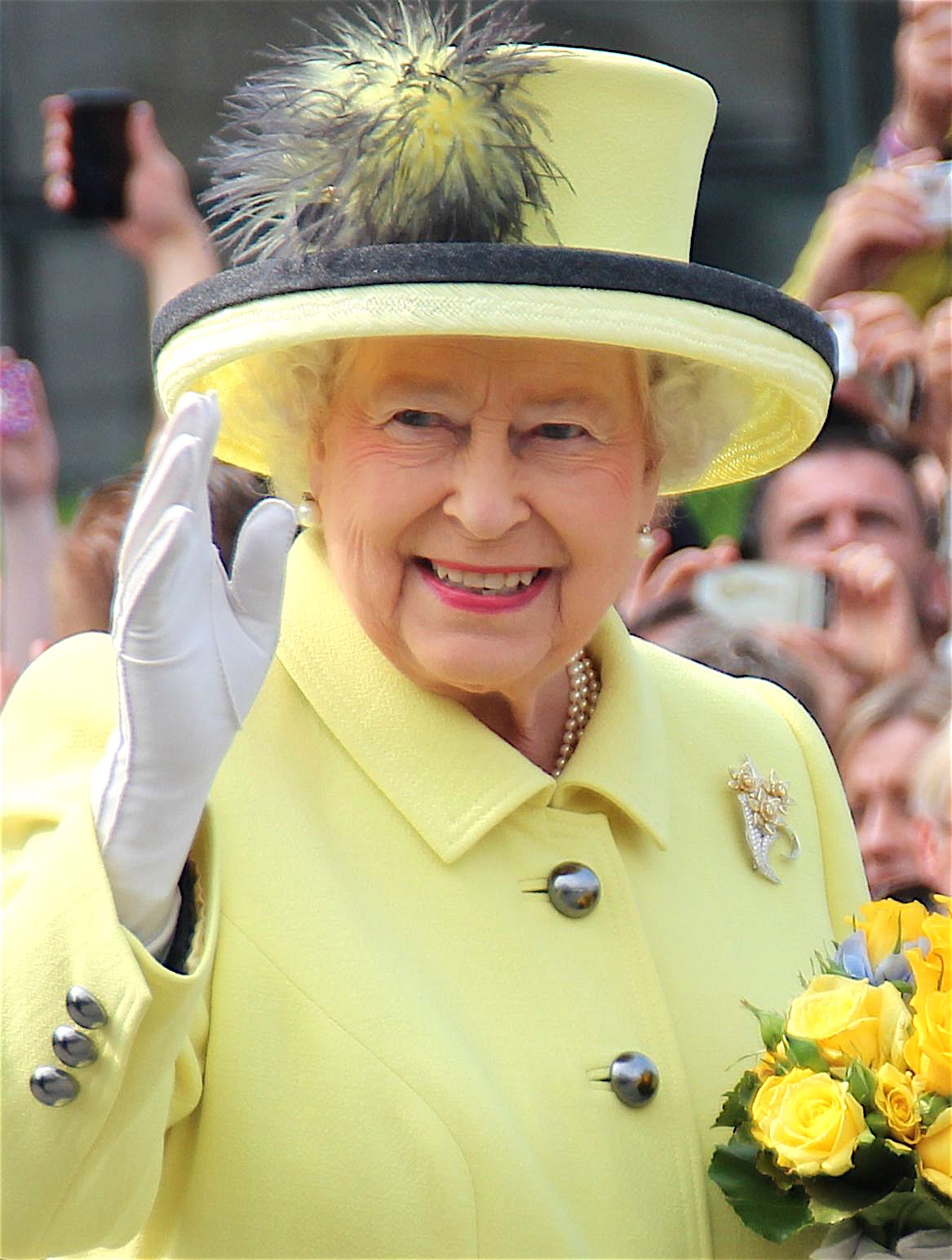
Élisabeth II, reine d'Australie, de Nouvelle-Zélande, de Papouasie-Nouvelle-Guinée, des Îles Salomon, et des Tuvalu, morte en septembre 2022.

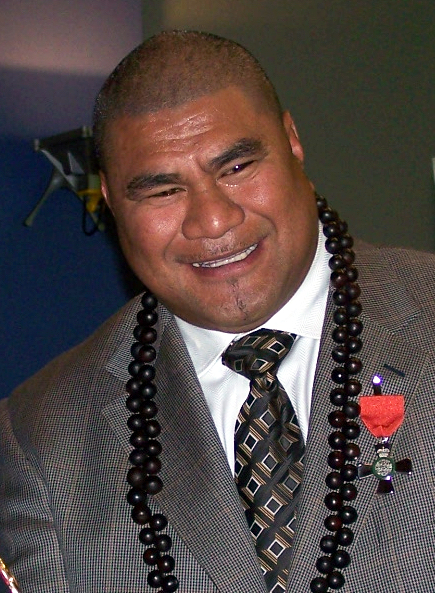
Va'aiga Tuigamala, joueur des All Blacks puis des Manu Samoa, mort en février 2022.

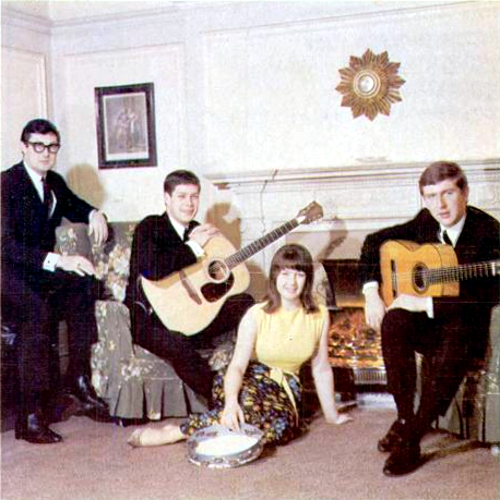
Judith Durham, morte en août 2022, ici avec les autres membres du groupe The Seekers.

- 24 février : Va'aiga Tuigamala (né le 4 septembre 1969), joueur de rugby des All Blacks puis des Manu Samoa[52].
- 25 février : Joeli Vidiri (né le 23 novembre 1973), joueur de rugby des Fidjiens volants puis des All Blacks[53].
- 2 mars : William Samb, ministre du Commerce et du Commerce extérieur de Papouasie-Nouvelle-Guinée, en exercice[54].
- 4 mars : 
  - Rod Marsh (né le 4 novembre 1947), joueur australien de cricket[55].
  - Shane Warne (né le 13 septembre 1969), joueur australien de cricket[56].
- 2 avril : Robin Gray (né le 2 juillet 1931), président de la Chambre des représentants de Nouvelle-Zélande de 1990 à 1993[57].
- 9 avril : Chris Bailey (né le 29 novembre 1956), chanteur australien (The Saints), décrit comme un « co-créateur de la musique punk »[55].
- 11 mai : Sam Basil, vice-Premier ministre de Papouasie-Nouvelle-Guinée en exercice, mort dans un accident de voiture[58].
- 14 mai : Andrew Symonds (né le 9 juin 1975), joueur australien de cricket, mort dans un accident de voiture également[59].
- 22 mai : Joe Hawke (en) (né le 4 mai 1940), homme politique néo-zélandais, défenseur des droits maoris à Bastion Point (en) puis député[60].
- 23 mai : Minute Alapati Taupo, vice-Premier ministre des Tuvalu (en exercice), mort subitement à l'âge de 60 ans[61].
- 30 mai : Stan Rodger (en) (né le 13 février 1940), ministre du Travail et ministre des Services publics de Nouvelle-Zélande dans les années 1980[62].
- 1er juillet : Reanna Solomon (née le 16 décembre 1981), haltérophile nauruane, double médaillée d'or aux Jeux du Commonwealth de 2002 et participante aux Jeux olympiques d'été de 2004 ; première personne à mourir de la pandémie de Covid-19 à Nauru[63].
- 30 juillet : Archie Roach (né le 8 janvier 1956), chanteur, auteur-compositeur et guitariste australien[55].
- 5 août : Judith Durham (née le 3 juillet 1943), chanteuse et auteure-compositrice australienne, chanteuse du groupe The Seekers, morte d'une maladie pulmonaire chronique[55].
- 7 août : Ezekiel Alebua (né en 1947), Premier ministre des îles Salomon de 1986 à 1989[64].
- 8 août : Olivia Newton-John (née le 26 septembre 1948), actrice et chanteuse britanno-australienne[65].
- 14 août : Marshall Napier (en) (né le 22 octobre 1951), acteur néo-zélandais établi en Australie, mort d'un cancer du cerveau[55].
- 21 août : Sela Molisa (né le 15 décembre 1950), ministre des Affaires étrangères puis des Finances vanuatais, l'un des architectes de la politique étrangère du Vanuatu dans les années 1980[66].
- 29 août : Jai Ram Reddy (né le 12 mai 1937), homme politique et juge fidjien, chef de l'opposition à deux reprises et brièvement ministre de la Justice, figure majeure de la vie politique fidjienne des années 1970 aux années 1990[67].
- 8 septembre : Élisabeth II (née le 21 avril 1926), reine d'Australie, reine de Nouvelle-Zélande, reine de Papouasie-Nouvelle-Guinée, reine des Salomon, et reine des Tuvalu[68].
- 13 septembre : Jack Charles (né le 5 septembre 1943), acteur australien[55].
- 26 octobre : Semisi Fakahau (né le 11 février 1948), ministre tongien des Pêcheries (en exercice)[69].
- 1er novembre : Filep Karma (né le 14 août 1959), militant pour l'indépendance de la Papouasie occidentale vis-à-vis de l'Indonésie[70].
- 8 novembre : Peter Reith (en) (né le 15 juillet 1950), homme politique australien, ministre de l'Emploi de 1998 à 2001 puis brièvement ministre de la Défense[55].
- 25 novembre : Joan Tahafa-Viliamu (née le 22 mars 1966), femme politique niuéenne, morte d'une insuffisance rénale aiguë[71].
- 30 novembre : Sir Murray Halberg (né le 7 juillet 1933), athlète néo-zélandais, champion olympique d'athlétisme sur 5 000 mètres aux Jeux de 1960[72].
- 22 décembre : John Moffat Fugui (né le 9 septembre 1961), homme politique puis ambassadeur salomonais[73].